# شهریارک طوقی
شهریارک طوقی (نام علمی: Arses telescopthalmus) نام یک گونه از سرده شهریارک‌های طوقی است.